# Вільям Стерлінг Парсонс
Вільям Стерлінг Парсонс (англ. William Sterling Parsons; 26 листопада 1901 — 5 грудня 1953) — американський військово-морський офіцер, який був експертом з боєприпасів на Мангеттенському проєкті під час Другої світової війни. Він був найбільш знаним як зброяр на літаку Енола Ґей, який скинув ядерну бомбу на Хіросіму, Японія, у 1945 році. Щоб уникнути можливості ядерного вибуху, якщо літак розіб'ється або згорить при взльоті, він вирішує озброїти бомбу в польоті. Поки літак прямував до Хіросіми, Парсонс забрався в тісний і темний бомбовий відсік та вставив пороховий заряд та детонатор. Він був нагороджений Срібною Зіркою за участь у місії.
Випускник Військово-морської академії США 1922 року, Парсонс служив на різних військових кораблях, починаючи з лінкора USS Idaho. Він навчався боєприпасам і вивчав балістику під керівництвом Л. Т. Е. Томпсона на військово-морському полігоні в Дальгрені, штат Вірджинія. У липні 1933 року Парсонс став офіцером зв'язку між Бюро боєприпасів і Військово-морською дослідницькою лабораторією. Він зацікавився радаром і одним з перших визнав його потенціал для визначення місцезнаходження кораблів і літаків і, можливо, навіть відстеження снарядів в польоті.
У вересні 1940 року Парсонс і Мерль Тув з Національного комітету оборонних досліджень почали роботу над розробкою детонатора наближення, винаходу, який був наданий США британською місією Tizard, детонатора з радіолокаційним приводом, який повинен був вибухнути снаряд в безпосередній близькості від цілі. Детонатор, в кінцевому підсумку знаний як детонатор VT (змінний час), Mark 32, надійшов у виробництво в 1942 році. Парсонс був під рукою, щоб спостерігати, як крейсер USS Helena збиває перший ворожий літак детонатором VT на Соломонових островах у січні 1943 року.
У червні 1943 року Парсонс приєднався до Манхеттенського проєкту заступником директора в дослідницькій лабораторії Project Y в Лос-Аламос, штат Нью-Мексико, під керівництвом Роберта Оппенгеймера. Парсонс став відповідальним за боєприпаси проєкту, включаючи розробку та випробування неядерних компонентів ядерної зброї. Під час реорганізації в 1944 році він втратив відповідальність за зброю поділу імплозійного типу, але зберіг її для проєктування та розробки зброї поділу гарматного типу, яка в кінцевому підсумку стала Little Boy. Він також відповідав за програму доставки під кодовою назвою Project Alberta. Він спостерігав за ядерним випробуванням Trinity з B-29.
Після війни Парсонс був підвищений до звання контр-адмірала, так і не командуючи кораблем. Він брав участь в операції «Перехрестя», випробуваннях ядерної зброї на атолі Бікіні в 1946 році, а пізніше в операції «Пісковик» на атолі Еневетак в 1948 році. 1947 року став заступником командувача проєкту спеціального озброєння Збройних Сил. Він помер від серцевого нападу 5 грудня 1953 року.

## Раннє життя
Вільям Стерлінг Парсонс народився в Чикаго, штат Іллінойс, 26 листопада 1901 року, найстарший з трьох дітей адвоката Гаррі Роберта Парсонса та його дружини Клари, уродженої Дуліттл. Клара була онукою Джеймса Руда Дуліттла, який служив сенатором США від штату Вісконсін між 1857 і 1869 роками, і Джоела Олдріча Маттесона, губернатора штату Іллінойс з 1853 по 1857 рік.
У 1909 році сім'я переїхала в Форт-Самнер, штат Нью-Мексико, де Вільям навчився вільно говорити іспанською. Він відвідував місцеві школи у Форт-Самнері і деякий час навчався вдома у матері. Він почав навчання в середній школі Санта-Роза, де його мати викладала англійську та іспанську мови, швидко просунувшись через три роки лише за один. 1917 року він відвідував середню школу Форт-Самнер, яку закінчив у 1918 році.
У 1917 році Парсонс поїхав до Розуелла, штат Нью-Мексико, щоб скласти іспит Військово-морської академії США на одне з призначень сенатора Андріуса А. Джонса. Він був лише заступником, але склав іспит, а привілейованіші кандидати — ні, і отримав призначення. Оскільки йому було всього 16 років, на два роки молодший за більшість кандидатів, він був нижчим і легшим за фізичні стандарти, але зумів переконати екзаменаційну комісію прийняти його в будь-якому випадку. Він вступив до Військово-морської академії в Аннаполісі, штат Меріленд, в 1918 році, і в кінцевому підсумку закінчив 48-е з 539 в класі 1922 року, в якому Гайман Г. Ріковер закінчив 107-е. У той час гардемаринам було прийнято купувати прізвиська, і Парсонса називали «Диякон», гра на його прізвищі. Це стало скорочено до «Deak

## Боєприпаси
Закінчивши навчання в червні 1922 року, Парсонса призначено прапорщиком і відправлено на лінкор USS Idaho, де він був призначений відповідальним за одну з 14-дюймових гарматних башт. У травні 1927 року Парсонс, нині лейтенант (молодший клас), повернувся в Аннаполіс, де почав курс боєприпасів у Військово-морській школі післядипломної освіти. Він подружився з лейтенантом Джеком Креншоу, товаришем по службі, який відвідував той же курс підготовки. Джек попросив Парсонса стати кумом на його весіллі з Бетті Клюверіус, дочкою коменданта військово-морської корабельні Норфолка, контр-адмірала Уота Тайлера Клюверіуса-молодшого, в каплиці ВМС Норфолка. Як кум, Парсонс був у парі з фрейліною Бетті, її сестрою Мартою. Парсонс і Марта добре ладнали, і в листопаді 1929 року вони теж одружилися в каплиці військово-морського флоту Норфолка. На цей раз Джек і Бетті Креншоу були кумом і фрейліною.

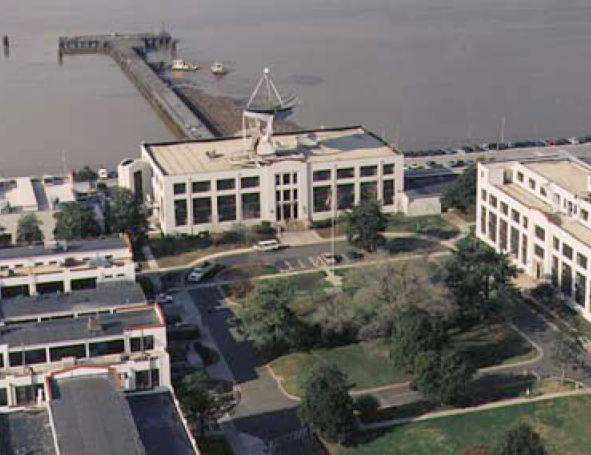
Комплекс морської науково-дослідної лабораторії на річці Потомак у Вашингтоні, округ Колумбія

Курс боєприпасів, як правило, супроводжувався відповідним польовим розміщенням, тому Парсонса відправили на військово-морський випробувальний полігон у Дальгрені, штат Вірджинія, для подальшого вивчення балістики під керівництвом Л. Т. Е. Томпсона. Дотримуючись звичайної схеми чергування чергування на плаву і на березі, Парсонса відправили на лінкор USS Texas в червні 1930 року в званні лейтенанта. У листопаді головнокомандувач флотом Сполучених Штатів, адмірал Єгу В. Чейз, підійняв свій прапор на Техасі, взявши Клюверіуса з собою начальника штабу. Це було незручно для Парсонса, його зятя, але Клюверіус розумів, будучи сам зятем адмірала, в його випадку адмірала Вільяма Т. Семпсона
У липні 1933 року Парсонс став офіцером зв'язку між Бюро боєприпасів і Військово-морською дослідницькою лабораторією (NRL) у Вашингтоні, округ Колумбія. У NRL його поінформував начальник радіовідділу А. Хойт Тейлор, який розповів йому про експерименти, проведені в тому, що військово-морський флот пізніше назве радаром. Парсонс відразу усвідомив потенціал нового винаходу для визначення місцезнаходження кораблів і літаків, а можливо, навіть відстеження снарядів в польоті. Для цього він зрозумів, що йому знадобляться високочастотні мікрохвилі. Він виявив, що ніхто не намагався цього зробити. Вчені не розглянули всі сфери застосування технології, а бюро ВМФ не зрозуміли їх потенціал. Він зміг переконати вчених створити групу для дослідження мікрохвильового радара, але без офіційного дозволу це мало низький пріоритет. Парсонс подав меморандум з цього питання в Бюро боєприпасів (BuOrd) з проханням виділити 5000 доларів на рік на дослідження. На його жах, BuOrd і Інженерне бюро, яке відповідало за NRL, відхилили його пропозицію.
Деякі думали, що Парсонс руйнує свою кар'єру своєю пропагандою радарів, але він придбав одного потужного покровителя. Начальник Бюро аеронавтики (BuAer) контр-адмірал Ернест Кінг підтримав використання радара як засобу визначення висоти літака. Коли Інженерне бюро протестувало, що такий пристрій обов'язково буде занадто великим, щоб носити його на літаку, Кінг сказав їм, що це все одно буде варто, навіть якщо єдиним літаком у ВМС, досить великим, щоб його нести, був дирижабль USS Macon.
У шлюбі Парсонса народилося три дочки. Перша, Ханна, народилася в 1932 році; друга, Маргарет (Пеггі) в 1934 році. Ханна померла від поліомієліту в квітні 1935 року. Парсонс повернувся в море в червні 1936 року як виконавчий офіцер есмінця USS Aylwin. Він отримав звання командира-лейтенанта в травні 1937 року. Його третя дочка, Клара (Клер), народилася в тому ж році. З цієї нагоди Парсонс залишив Марту з новонародженою та трирічною Пеггі, щоб доглядати, і наступного дня з'явився на службу, вважаючи, що його перша відповідальність була перед своїм кораблем. Його шкіпер, командир граф Е. Стоун, не погодився і відправив його додому. У березні 1938 року контр-адмірал Вільям Р. Секстон призначив Парсонса на свій флагманський корабель, крейсер USS Detroit, офіцером артилерії. Завданням Парсонса було поліпшити артилерійські показники свого командування, і в цьому йому це вдалося.

## Неконтактний запобіжник

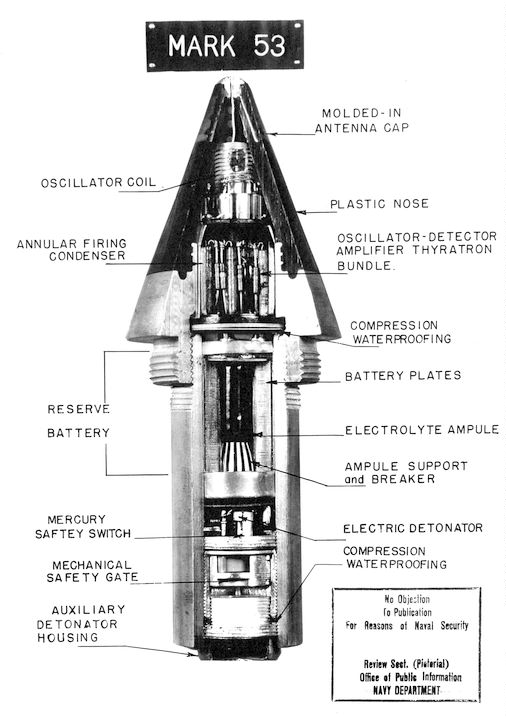
Розрізана схема неконтактного підривника Mark 53

Парсонса відправили назад до Дальгрена у вересні 1939 року як експериментального офіцера. Атмосфера значно змінилася. У червні 1940 року президент Франклін Д. Рузвельт схвалив створення Національного комітету оборонних досліджень (NDRC) під керівництвом Ванневара Буша. Річард Толмен, декан аспірантури Каліфорнійського технологічного інституту, був відповідальним за відділ броні та боєприпасів NDRC. Толмен зустрівся з Парсонсом і Томпсоном у липні 1940 року і обговорив їхні потреби. У військово-морському флоті також відбулася зміна ставлення, з капітаном Вільямом Х. П. (Спайком) Бленді на посаді керівника дослідницького бюро BuOrd. Бленді привітав допомогу вчених NDRC у вдосконаленні та розробці зброї.
У вересні 1940 року Парсонс і Мерль Тув з NDRC почали роботу над новою концепцією. Збити літак зенітною установкою було складною пропозицією. Оскільки снаряд повинен був вразити літак, що перевищував швидкість на невизначеній висоті, єдиною надією, здавалося, було заповнити небо боєприпасами. Пряме попадання фактично не було потрібно; Літак може бути знищений або критично пошкоджений снарядом, що вибухнув неподалік. З огляду на це, зенітники використовували детонатори уповільненої дії, щоб збільшити можливість пошкодження. Тоді виникло питання про те, чи можна використовувати радар для створення вибуху в безпосередній близькості від літака. Перша пропозиція Туве полягала в тому, щоб літак скинув керовану радаром бомбу на формування бомбардувальника. Парсонс побачив, що, хоча це технічно можливо, це було тактично проблематично.
Ідеальним рішенням був детонатор близькості всередині артилерійського снаряда, як це було вперше задумано W. A. S. Butement, Edward S. Shire і Amherst F. H. Thomson, дослідниками з Британського науково-дослідного інституту телекомунікацій, але з цим були численні технічні труднощі. Радар повинен був бути зроблений досить малим, щоб поміститися всередині снаряда, а його скляні вакуумні трубки повинні були спочатку витримувати силу 20 000 г пострілу з гармати, а потім 500 обертів в секунду в польоті. Була створена спеціальна секція T NDRC під головуванням Туве, з Парсонсом як спеціальним помічником Буша і зв'язковим між NDRC і BuOrd.
29 січня 1942 року Парсонс доповів Бленді, що партія з п'ятдесяти детонаторів поблизу дослідного заводу була випробувально випущена, і 26 з них вибухнули правильно. Тому Бленді наказав розпочати повномасштабне виробництво. У квітні 1942 року Буш, нині директор Управління наукових досліджень і розробок (OSRD), передав проєкт безпосередньо під OSRD. Дослідницькі зусилля залишилися під керівництвом Туве, але перейшли в лабораторію прикладної фізики Університету Джона Хопкінса (APL), де Парсонс був представником BuOrd. У серпні 1942 року було проведено випробування бойової стрільби з щойно введеним в експлуатацію крейсером USS Cleveland. Три безпілотники були збиті поспіль.
Парсонс мав нові детонатори наближення, тепер знані як детонатор VT (змінний час), Mark 32, доставлені на військово-морську верф острова Маре, де вони були поєднані з гарматними снарядами калібру 5»/38. Близько 5000 з них потім відправили до південної частини Тихого океану. Парсонс сам прилетів туди, де зустрівся з адміралом Вільямом Ф. Хелсі в його штаб-квартирі в Нумеа. Він домовився, щоб Парсонс взяв з собою детонатори VT на крейсері USS Helena. 6 січня 1943 року «Хелена» була частиною крейсера, який бомбардував Мунду на Соломонових островах. На зворотному шляху крейсери були атаковані чотирма пікіруючими бомбардувальниками Aichi D3A (Val). Олена вистрілила в одного з детонатором VT. Він вибухнув впритул до літака, який впав у море.
Для збереження таємниці зброї його застосування спочатку дозволялося тільки над водою, де тупий патрон не міг потрапити в руки противника. Наприкінці 1943 року армія отримала дозвіл на його використання над землею. Він виявився особливо ефективним проти бомби V-1, що летить над Англією, а пізніше над Антверпеном в 1944 році. Використання версії, випущеної з гаубиць по наземних цілях, було дозволено у відповідь на німецький Арденнський наступ у грудні 1944 року зі смертельним ефектом. До кінця 1944 року детонатори VT зійшли з виробничих конвеєрів зі швидкістю 40 000 на добу.

## Манхеттенський проєкт

### Проєкт Y

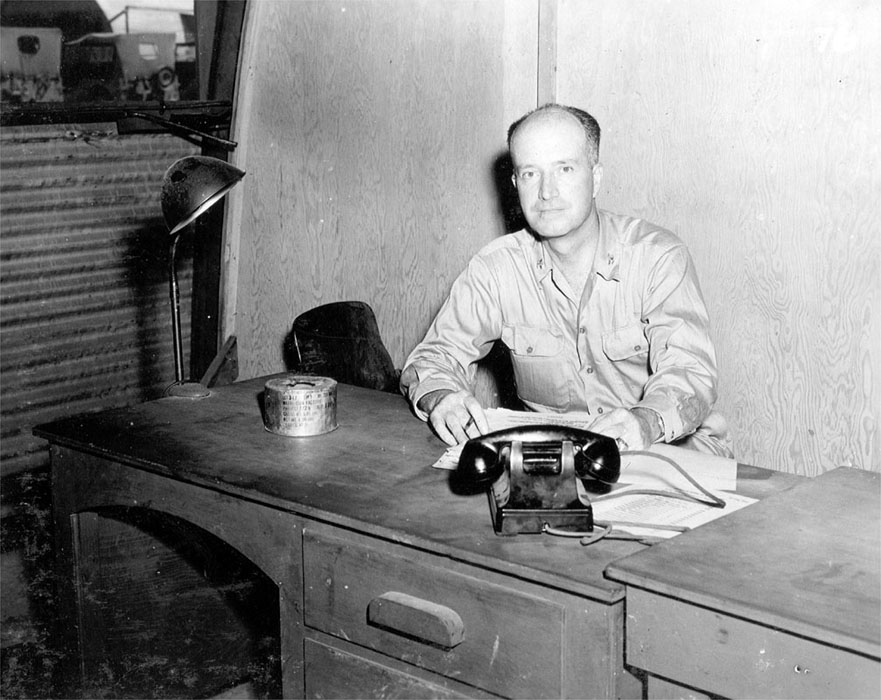
Капітан Парсонс на Тініані в 1945 році

Парсонс повернувся в Дальгрен в березні 1943 року. Приблизно в цей час була створена дослідницька лабораторія в Лос-Аламос, штат Нью-Мексико, під керівництвом Роберта Оппенгеймера як проєкт Y, який був частиною Манхеттенського проєкту, надсекретної спроби розробити атомну бомбу. Для створення практичної зброї обов'язково знадобився б експерт з боєприпасів, і Оппенгеймер попередньо олівцем запросив Толмена на роль, але звільнення його з OSRD було іншою справою. До тих пір Оппенгеймеру доводилося виконувати роботу самому. У травні 1943 року директор Манхеттенського проєкту, бригадний генерал Леслі Р. Гроувз, зайнявся цим питанням з Комітетом військової політики, комітетом високого рівня, який наглядав за Манхеттенським проєктом. Вона складалася з Ванневара Буша як її голови, бригадного генерала Вільгельма Д. Стаєра, який представляв армію, і контр-адмірала Вільяма Р. Пернелла як представника військово-морського флоту.
Гроувз сказав їм, що він шукає людину з «чітким розумінням як практичних, так і теоретичних боєприпасів — фугасних речовин, зброї та детонування — широким знайомством і чудовою репутацією серед військових боєприпасів та здатністю заручитися їхньою підтримкою; досить широкий досвід наукових розробок; і здатність залучати і утримувати повагу вчених». Він сказав, що військовий офіцер був би його ідеалом, оскільки робота може включати планування та координацію використання бомби, але додав, що не знає жодного офіцера армії, який би відповідав законопроєкту. Тоді Буш запропонував кандидатуру Парсонса, підтриману Пернеллом. На наступний ранок Парсонс отримав телефонний дзвінок від Пернелла, наказавши йому доповісти адміралу Кінгу, який тепер був головнокомандувачем флотом США (Cominch). На короткій десятихвилинній зустрічі Кінг поінформував Парсонса про проєкт, який, за його словами, мав його повну підтримку. Того дня Парсонс зустрівся з Гроувзом, який швидко визначив його як підходящу людину для цієї роботи.

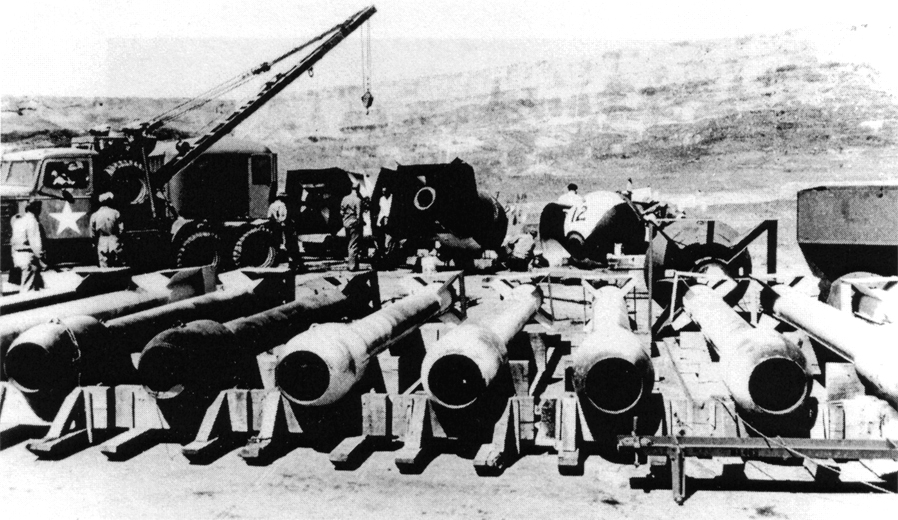
Корпуси плутонієвої бомби гарматного типу «Сін мен» на Армійському аеродромі Вендовер. На задньому плані також видно конструкції корпусів бомб " Товстун".

Парсонс був звільнений від своїх обов'язків у Дальгрені і офіційно призначений до штабу адмірала Кінга 1 червня 1943 року, з підвищенням до звання капітана. 15 червня 1943 року він прибув до Лос-Аламоса як заступник директора. Парсонс був би другим командиром Оппенгеймера. Парсонс і його сім'я переїхали в один з будинків на «Bathtub Row», який раніше належав директору і співробітникам школи ранчо в Лос-Аламосі. Bathtub Row, так званий тому, що будинки були єдиними в Лос-Аламосі з ваннами, був найпрестижнішою адресою в Лос-Аламос. Парсонс став сусідом Оппенгеймера, і насправді його будинок був трохи більшим, тому що у Парсонса було двоє дітей, а у Оппенгеймера, на той момент, був тільки один. Маючи двох дітей шкільного віку, Парсонс захопився будівництвом Центральної школи в Лос-Аламосі і став президентом шкільної ради. Замість тимчасової двоповерхової споруди, яку Гроувз передбачав в інтересах економіки і не зловживаючи високими пріоритетами проєкту щодо праці та матеріалів, Парсонс побудував добре побудовану, сучасну, одноповерхову школу. Побачивши результат, Гроувз сказав: "Я покладу на вас особисту відповідальність за це, Парсонс.
Оппенгеймер вже найняв ключових людей для відділу боєприпасів Парсонса. Едвін Макміллан був фізиком, який очолював групу випробувального полігону. Його першим завданням було створення полігону для випробування боєприпасів. Пізніше він став заступником Парсонса з зброї поділу гарматного типу. Чарльз Крітчфілд, фізик-математик з досвідом роботи на армійському випробувальному полігоні в Абердіні, відповідав за групу цілей, снарядів і джерел. Кеннет Бейнбрідж прибув у серпні, щоб очолити Instrumentation Group. Парсонс найняв Роберта Броде з проєкту детонатора близькості, щоб він очолив Fuze Development Group. Джозеф Хіршфельдер був залучений як експерт з внутрішньої балістики і очолив Групу внутрішньої балістики. Едвард Л. Боулз, науковий радник військового міністра Генрі Л. Стімсона, не хотів розлучатися з Ремсі, але поступився місцем під тиском Гроувза, Толмена і Буша. Можливо, найбільш суперечливим головою групи був би Сет Неддермейєр, керівник Implosion Experimentation Group; до пори до часу Парсонс надавав цій роботі відносно низький пріоритет. Він також найняв Хейзел Грінбакер своїм секретарем.

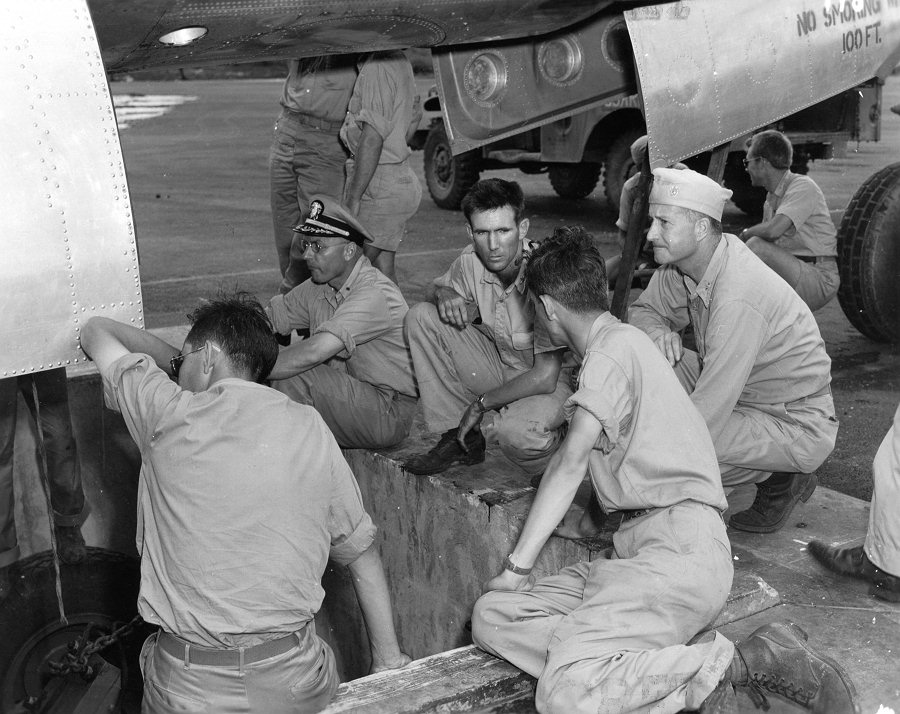
Парсонс (праворуч) контролює завантаження Малюка в бомбовий відсік Еноли Гей.

Гроувз, серед інших, відчував, що Парсонс мав тенденцію заповнювати посади морськими офіцерами. Існував певний аспект службового парохіалізму, і Парсонс вважав, що участь у Манхеттенському проєкті буде важливим для майбутнього військово-морського флоту, але це також було пов'язано з труднощами отримання висококваліфікованих людей з будь-якого джерела у воєнний час. Парсонсу просто було найпростіше доставити їх через канали ВМС. Командир-лейтенант Норріс Бредбері сказав, що не бажає приєднуватися до проєкту Y, але незабаром все одно прямує до Лос-Аламоса. Парсонс найняв командира Френсіса Берча, який замінив Макміллана на ранчо Анкор. Командир Фредерік Ешворт був офіцером військово-морських боєприпасів і авіатором, який був старшим авіатором у Дальгрені, коли його запросили працювати на стороні доставки. До кінця війни в Лос-Аламосі налічувався 41 морський офіцер.
Протягом наступних кількох місяців підрозділ Парсонса розробив плутонієву зброю гарматного типу під кодовою назвою "Сін мен". Передбачалося, що зброя урану-235 буде схожим за своєю природою. Група Гіршфельдера розглядала різні конструкції і оцінювала різні види палива. Полігон для випробування боєприпасів, який став знаний як «Anchor Ranch», був створений на сусідньому ранчо, де Парсонс проводив випробувальні стрільби з 3-дюймової зенітної гармати. Робота над імплозією відставала в порівнянні, але спочатку це не було серйозною проблемою, оскільки очікувалося, що гарматний тип буде працювати як з ураном, так і з плутонієм. Однак Оппенгеймер, Гроувз і Парсонс лобіювали Пернелла і Толмена, щоб змусити Джона фон Неймана поглянути на проблему. Фон Нейман запропонував використовувати формені заряди для ініціювання імплозії.

Ядерна бомба гарматного типу.

Оппенгеймер вважав, що між Парсонсом і Неддермейєром існує «взаємна недовіра», і в жовтні 1943 року він залучив Джорджа Кістяковський, який почав нову атаку на конструкцію імплозії. Кістяковський конфліктував як з Парсонсом, так і з Неддермейєром, але відчував, що «мої розбіжності з Діком Парсонсом були дуже незначними в порівнянні з моїми розбіжностями з Неддермейєром». Конструкція імплозії набула нової актуальності в квітні 1944 року, коли дослідження плутонію, виробленого реактором, підтвердили, що його не можна використовувати в зброї гарматного типу. Були потрібні прискорені зусилля для розробки та створення зброї імплозійного типу під кодовою назвою «Товстун». У Лос-Аламосі були створені дві нові групи: X (для вибухівки) дивізія на чолі з Кістяковський і G (для гаджетів) дивізія під керівництвом Роберта Бахера. Парсонс був призначений відповідальним за дивізію O (для боєприпасів), відповідаючи як за конструкцію гармати, так і за доставку.
Зброя типу уранової гармати, знана як Малюк, виявилася простішою, ніж Сін мен. Швидкість гармати повинна була становити всього 1000 футів в секунду (300 м/с), що на третину більше, ніж у Сін мена. Відповідне зменшення довжини ствола зменшило загальну довжину бомби до 6 футів (1,8 м). У свою чергу, це значно полегшило управління і дозволило отримати звичайну форму бомби, що призвело до передбачуванішого польоту. Основними проблемами Малюка були його безпека та надійність.

### Проєкт Альберта

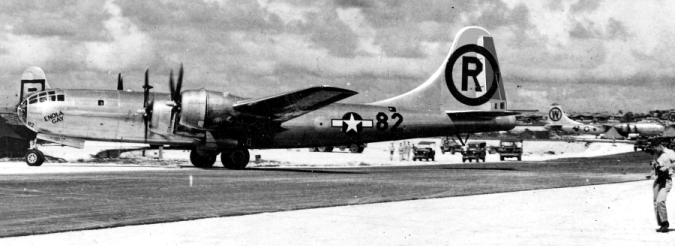
Енола Гей після місії в Хіросімі, входить у стійку

Програма доставки під кодовою назвою «Проєкт Альберта» була розпочата під керівництвом Ремсі в жовтні 1943 року. Починаючи з листопада, командування матеріально-технічного забезпечення армійських ВПС у Райт-Філді, штат Огайо, започаткувало Silverplate, кодову назву модифікації B-29 для перевезення бомб. Парсонс організував тестову програму в Дальгрені, використовуючи масштабні моделі Худої людини і Товстуна. Тестові краплі були проведені на армійському аеродромі Мурок, Каліфорнія, і військово-морській випробувальній станції боєприпасів в Іньокерні, Каліфорнія, використовуючи повнорозмірні копії Товстуна, знані як гарбузові бомби. Незграбна і неаеродинамічна форма Товстуна виявилася головною складністю, але багато інших проблем були зустрінуті і подолані. Парсонс, писав Оппенгеймер, "був майже один у цьому проєкті, щоб оцінити реальні військові та інженерні проблеми, з якими ми зіткнемося. Він був майже один, наполягаючи на тому, щоб зіткнутися з цими проблемами досить рано, щоб ми могли прийти до їх вирішення.

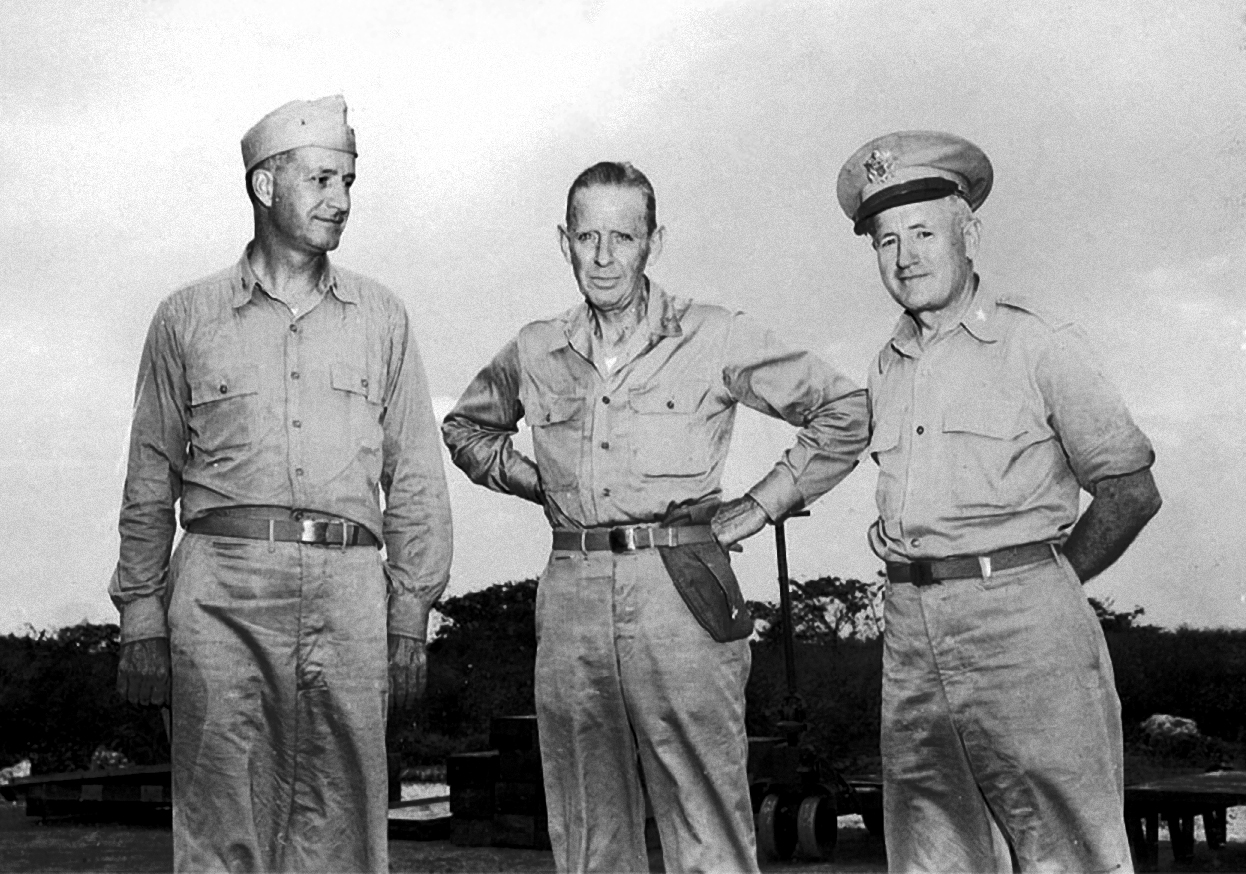
«Тініанський об'єднаний штаб»: капітан Вільям С. Парсонс (ліворуч), контр-адмірал Вільям Р. Пурнелл (у центрі) і бригадний генерал Томас Ф. Фаррелл (праворуч)

У липні 1944 року Парсонс приєднався до Джека Креншоу, який розслідував катастрофу в Порт-Чикаго. Двоє чоловіків обстежили зону лиха, де вибухнуло 1 500 тонн боєприпасів і загинуло 320 осіб. Через рік Парсонс спостерігав за ядерним випробуванням Трініті з кружляє B-29. Після цього Парсонс вилетів до Тініана, де B-29 509-ї зведеної групи полковника Пола В. Тіббетса готувалися доставити зброю. По дорозі він зупинився в Сан-Дієго, щоб відвідати свого вісімнадцятирічного зведеного брата Боба, морського піхотинця США, який був важко поранений у битві за Іводзіму. Парсонс також зустрівся з капітаном Чарльзом Б. МакВеєм III, шкіпером крейсера USS Indianapolis, в офісі Пернелла в Ембаркадеро в Сан-Франциско і віддав Маквею свої накази:
Ви попливете на великій швидкості до Тініана, де ваш вантаж знімуть інші. Вам не скажуть, що це за вантаж, але його потрібно охороняти навіть після закінчення терміну служби вашого судна. Якщо вона спуститься вниз, збережіть вантаж за всяку ціну, в рятувальній шлюпці в разі потреби. І кожен день, який ви заощаджуєте на плавання, скоротить тривалість війни саме на стільки ж. 
Парсонс відповідав за вчених і техніків з проєкту Альберта-на-Тініані, які були номінально організовані як 1-й загін технічної служби. Їх роль полягала в поводженні і обслуговуванні ядерної зброї. До Парсонса приєдналися Пернелл, який представляв Комітет військових зв'язків, і бригадний генерал Томас Ф. Фаррелл, заступник Гроувза з операцій. Вони неофіційно стали «Тініанським об'єднаним начальником штабів», з повноваженнями приймати рішення щодо ядерної місії. Перед тим, як Фаррелл поїхав до Тініана, Гроувз сказав йому: "Не дозволяйте вбити Парсонса. Він нам потрібен!

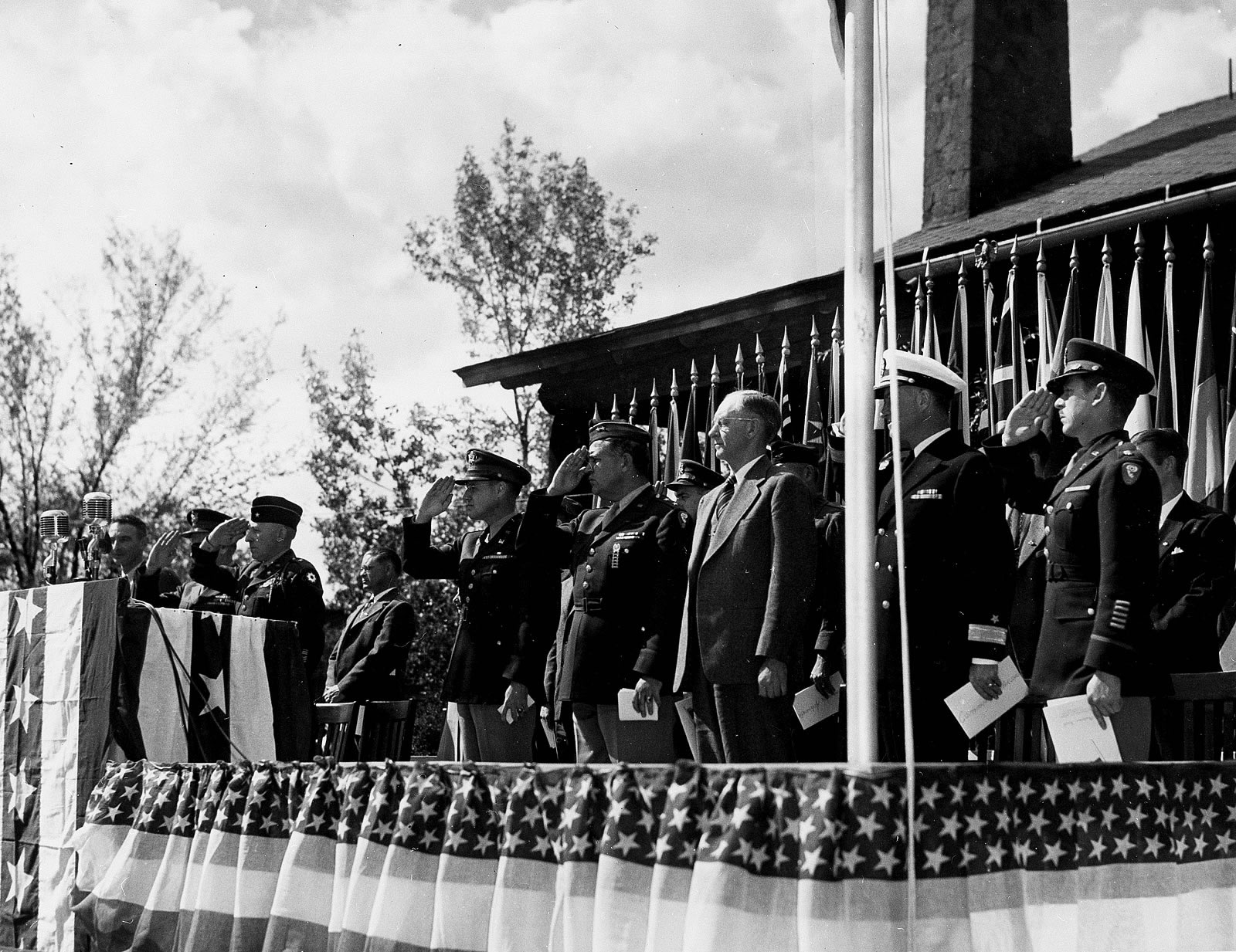
Вручення нагороди армії та флоту «E» в Лос-Аламосі 16 жовтня 1945 року. Стоять, зліва направо: Дж. Роберт Оппенгеймер, невідомий, невідомий, Кеннет Ніколс, Леслі Гровс, Роберт Гордон Спроул, Дік Парсонс.

Протягом тижня на Тініані чотири B-29 розбилися і згоріли на злітно-посадковій смузі. Парсонс був дуже стурбований. Якщо B-29 розбився з Малюком, вогонь міг нагріти вибухівку і підірвати зброю, що призведе до катастрофічних наслідків. Він порушив питання про можливість озброєння бомби в польоті з Фарреллом, який погодився, що це може бути гарною ідеєю. Фаррелл запитав Парсонса, чи знає він, як виконати це завдання. — Ні,, не знаю, — визнав Парсонс, — але мені треба вчитися цілий день. У ніч перед місією Парсонс неодноразово практикувався вставляти пороховий заряд і детонатор в бомбу в умовах поганої видимості і тісноти бомбового відсіку.
Парсонс брав участь у бомбардуванні Хіросіми 6 серпня 1945 року, літаючи на «Енола Гей» як зброяр і старший військово-технічний спостерігач. Незабаром після зльоту він врізався в бомбовий відсік і акуратно провів процедуру, яку репетирував напередодні ввечері. Саме Парсонс, а не Тіббетс, пілот, відповідав за місію. Він схвалив вибір Хіросіми  метою і дав остаточне схвалення на випуск бомби. За участь у місії Парсонс був нагороджений Срібною зіркою і був підвищений до військового звання комодора 10 серпня 1945 року. За свою роботу над Манхеттенським проєктом він був нагороджений медаллю «За відмінну службу ВМС».

## Післявоєнний трудовий шлях
У листопаді 1945 року Кінг створив нову посаду заступника начальника військово-морських операцій зі спеціального озброєння, яку отримав віце-адмірал Бленді. Парсонс став помічником Бленді. У свою чергу, у Парсонса було два власних помічника, Ешворт і Гораціо Ріверо-молодший. Він також привіз Greenbacker з Лос-Аламоса, щоб допомогти створити новий офіс. Парсонс був рішучим прихильником досліджень використання ядерної енергії для руху військових кораблів, але не погодився з контр-адміралом Гарольдом Боуеном-старшим, главою Управління досліджень і винаходів, який хотів, щоб ВМС США ініціювали свій власний ядерний проєкт. Парсонс вважав, що військово-морський флот повинен працювати з Манхеттенським проєктом, і організував призначення офіцерів ВМС в Оук-Рідж. Найстаршим з них був його колишній однокласник Ріковер, який став там помічником режисера. Вони з головою занурилися в вивчення атомної енергетики, заклавши основи атомного військово-морського флоту.

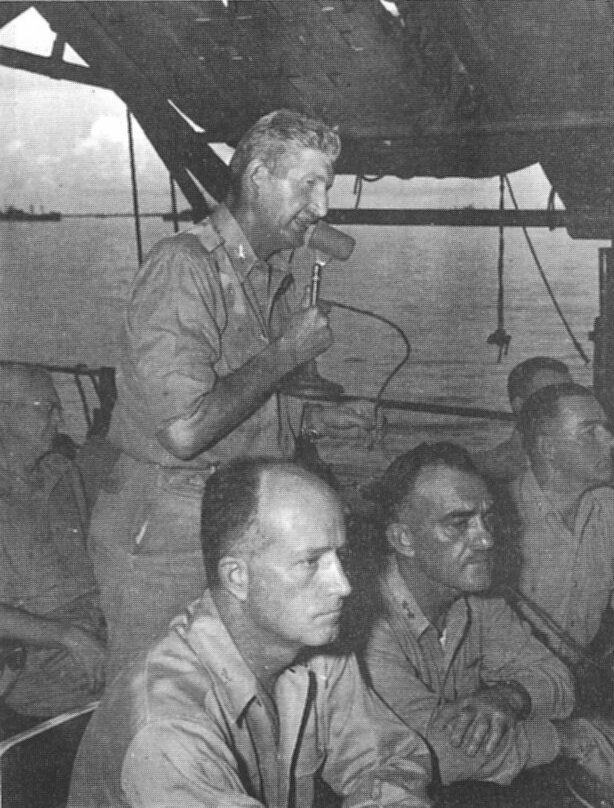
Прес-конференція на борту десантного корабля під час операції Crossroads. На передньому плані Парсонс, генерал-майор Вільям Е. Кепнер і віце-адмірал Вільям Х. П. Бленді. Полковник Стаффорд Л. Воррен тримає мікрофон.

11 січня 1946 року Бленді був призначений командувати Об'єднаною оперативно-тактичною групою (JTF-1), спеціальним підрозділом, створеним для проведення серії випробувань ядерної зброї на атолі Бікіні, яку він назвав операцією «Перехрестя», для визначення впливу ядерної зброї на військові кораблі. Парсонс, який був підвищений до звання контр-адмірала 8 січня 1946 року, став заступником командувача Бленді з технічного керівництва і командиром оперативної групи 1.1. Парсонс наполегливо працював, щоб досягти успіху операції, яку він описав як «найбільший лабораторний експеримент в історії». На додаток до 95 кораблів-мішеней, був допоміжний флот з понад 150 кораблів, 156 літаків і понад 42 000 чоловік особового складу.
Парсонс став свідком першого вибуху, Able, з палуби флагмана оперативної групи, командного корабля USS Mount McKinley. Вибух у повітрі, схожий на вибух у Хіросімі, не вражав, і навіть Парсонс подумав, що він, мабуть, був меншим за бомбу в Хіросімі. Йому не вдалося потопити корабель-мішень, лінкор USS Nevada, головним чином тому, що він промахнувся по ньому на значну відстань. Це ускладнювало оцінку розміру заподіяної шкоди, що і було метою навчань. Потім Бленді оголосив, що наступне випробування, Бейкер, відбудеться всього через три тижні. Це означало, що Парсонс повинен був проводити оцінку Ейбла одночасно з підготовкою до Бейкера. Цього разу він допомагав у фінальній підготовці USS LSM-60, перш ніж повернутися до тендеру на гідролітак USS Cumberland Sound для випробування. Підводний вибух Бейкера був не більшим, ніж Ейбл, але купол і товща води зробили його набагато більш вражаючим. Справжньою проблемою були радіоактивні опади, як і передбачав полковник Стаффорд Л. Уоррен, медичний радник Манхеттенського проєкту. Кораблі-мішені виявилося неможливими для дезактивації, і, не маючи цілей, серію випробувань довелося відкликати. За участь в операції «Перехрестя» Парсонс був нагороджений орденом Легіону заслуг.
Управління спеціальних озброєнь було скасовано в листопаді 1946 року, а Манхеттенський проєкт наслідував його приклад в кінці року. Цивільне агентство, Комісія з атомної енергії США (AEC), було створено відповідно до Закону про атомну енергію 1946 року для того, щоб взяти на себе функції та активи Манхеттенського проєкту, включаючи розробку, виробництво та контроль над ядерною зброєю. Закон передбачав створення Комітету військового зв'язку (MLC) для консультування AEC з військових питань, і Парсонс став його членом. Спільна організація армії і флоту, Проєкт спеціальної зброї збройних сил (AFSWP), була створена для вирішення військових аспектів ядерної зброї. Гроувз був призначений командувати AFSWP, а Парсонс і генерал-майор ВПС Роско К. Вілсон були його заступниками. На цій посаді Парсонс наполягав на розробці вдосконаленої ядерної зброї. Під час серії випробувань ядерної зброї в операції «Пісковик» на атолі Еневетак в 1948 році Парсонс знову служив заступником командира. Парсонс сподівався, що його наступна посада буде в морі, але замість цього його відправили в групу оцінки систем озброєння в 1949 році. Нарешті він повернувся до морської служби в 1951 році, цього разу як командир 6-ї дивізії крейсерів, попри те, що ніколи не командував кораблем. Парсонс і його крейсери провели екскурсію по Середземному морю, показавши прапор. Потім він став заступником начальника Бюро боєприпасів у березні 1952 року.

## Смерть і Спадок
Парсонс підтримував зв'язок з Оппенгеймером. Двоє чоловіків та їхні дружини час від часу відвідували один одного, і сім'я Парсонсів особливо любила відвідувати своїх колишніх сусідів у своєму новому будинку в Олден Манор, маєтку 17-го століття з кухарем і землевласником, оточеному 265 акрами (107 га) лісів в Інституті перспективних досліджень в Прінстоні, штат Нью-Джерсі. Парсонс був стурбований підйомом маккартизму на початку 1950-х років. 1953 року він написав листа Оппенгеймеру, висловлюючи надію, що «антиінтелектуалізм останніх місяців, можливо, пройшов свій пік». 4 грудня того ж року Парсонс почув про директиву президента Дуайта Ейзенхауера про «глуху стіну», яка блокувала доступ Оппенгеймера до секретних матеріалів.
Парсонс помітно засмутився, і тієї ночі почав відчувати сильні болі в грудях. Наступного ранку він вирушив у військово-морський госпіталь Бетесда, де помер, поки лікарі все ще оглядали його. Він був похований на Арлінгтонському національному кладовищі разом зі своєю дочкою Ханною. У нього залишилися батько, брат, названі брат і сестра, а також дружина Марта і дочки Пеггі і Клер.
Премія контр-адмірала Вільяма С. Парсонса за науково-технічний прогрес була заснована військово-морським флотом в його пам'ять. Він присуджується «офіцеру ВМС або морської піхоти, рядовому або цивільному, який зробив видатний внесок у будь-яку галузь науки, яка сприяла розвитку та прогресу ВМС або морської піхоти». Есмінець класу «Форрест Шерман» USS Parsons був названий на його честь. Його кіль був закладений компанією Ingalls Shipbuilding з Паскагули, штат Міссісіпі, 17 червня 1957 року і спущений на воду його вдовою Мартою 17 серпня 1958 року. Коли в 1967 році його перейменували на есмінець з керованими ракетами (DDG-33), Клер, тепер сама морський офіцер, представляла свою сім'ю. «Парсонс» був виведений з експлуатації 19 листопада 1982 року, викреслений зі списку ВМС 1 грудня 1984 року і утилізований як мішень 25 квітня 1989 року. Центр Діка Парсонса, штаб-квартира Afloat Training Group, Атлантика, в Норфолку, штат Вірджинія, також був названий на його честь. Портрет Парсонса входить в серію картин, пов'язаних з операцією «Перехрестя». Його документи знаходяться у Військово-морському історичному центрі у Вашингтоні, округ Колумбія.

## У Масовій Культурі
Парсонс був зображений в наступних фільмах або телевізійних роботах:
- Початок чи кінець (1947) Уорнера Андерсона
- Вище та далі (1952) Ларрі Гейтса
- Енола Гей: Люди, місія, атомна бомба (1980) Роберт Пайн
- День перший (1989) Ді Маккафферті
- Товстун і маленький хлопчик (1989) Майкла Брокмана
- Хіросіма (1995) Гарі Рейнеке